# Emotivism
Emotivism, etisk emotivism, även värdenihilism, är en metaetisk teori som vill förklara moraliska påståenden vara känslouttryck, likt "usch". Att säga att det är fel att döda skulle enligt emotivisten kunna likställas med säga "usch för att döda". Emotivister förnekar således att moraliska påståenden har sanningsvärde, det vill säga de kan vara sanna eller falska, på samma sätt som känslouttryck som "usch" inte ontologiskt kan vara sanna eller falska. Man bör skilja mellan emotivism och relativism. Emotivismen påstår att sanningsfrågan inte uppkommer kring moraliska utsagor, medan relativism säger att moraliska utsagor inte kan vara objektivt sanna. Den svenske filosofen Axel Hägerström var bland de första att analysera moraliska utsagor på detta sätt. 
I modern vetenskaplig filosofi betecknas emotivismen som en typ av nonkognitivism. Se detta uppslagsord för en fördjupning om de olika riktningar som finns på området.

## Värdenihilism och Uppsalaskolan
Värdenihilism kallas en teori som uppstod inom Uppsalafilosofin som innebär att värdeutsagor (uttalanden om moral, juridik, estetik, smak etc) – till exempel detta är ont, detta är vackert – saknar sanning. De ser värden istället som känslomässiga utsagor, i språkteoretiskt avseende imperativer. Att säga att en handling är ond anser alltså värdenihilisterna vara ett slags uppmaning eller indirekt påbud som är grundat på en känsla hos den som säger det. 
Då värdena frånskrivs sanningshalt och objektiv relevans, följer att värden, som moral, juridik och estetik, inte är allmängiltiga eller naturliga. Förespråkare för värdenihilism är bland andra Axel Hägerström, Adolph Phalén, Vilhelm Lundstedt och Ingemar Hedenius.